# تورچیشچه
تورچیشچح (کرواتی: Turčišće) یک منطقهٔ مسکونی در کرواسی است که در Domašinec واقع شده‌است.

## خصوصیات
تورچیشچح ۵۸۸ نفر جمعیت دارد.